# Ctenidia
Ctenidia is een geslacht van kevers uit de familie spartelkevers (Mordellidae).
Het geslacht is voor het eerst wetenschappelijk beschreven in 1840 door Laporte de Castelnau in Brullé.

## Soorten
Het geslacht omvat de volgende soort:
- Ctenidia mordelloides Laporte de Castelnau in Brullé, 1840